# Bob Sullivan
Robert Patrick Sullivan, detto Bob (Saint Paul, 1º luglio 1921 – Manitowoc, 12 aprile 2007), è stato un cestista e giocatore di baseball statunitense, professionista nella NBL.

## Carriera
Giocò per quattro stagioni nella NBL, disputando complessivamente 87 partite con 3,0 punti di media.